# Daniel Lopes
Daniel Lopes (1976. november 12. –) brazil származású német énekes. Műfaja popzene.

## Diszkográfia

### Albumok
- For You (2003)

### Kislemezek
- "Shine On" (2003)
- "I Love You More Than Yesterday" (2003)
- "Last Christmas/I Used To Cry" (2003)
- "Change the World" (2005)